# Fryderyk Waldeck-Pyrmont
Fryderyk Waldeck-Pyrmont, niem. Friedrich Adolf Hermann Prinz zu Waldeck und Pyrmont (ur. 20 stycznia 1865, zm. 26 maja 1946) – ostatni panujący książę Waldeck-Pyrmont (od 12 maja 1893 do 13 listopada 1918). 

## Życiorys
Jego ojcem był Jerzy Wiktor Waldeck-Pyrmont, a matką - Helena Nassau. Był bratem księżnej Wirtembergii Marii, królowej Holandii Emmy i księżnej Albany Heleny. Jego dziadkami ze strony matki byli Wilhelm Nassau i jego druga żona księżniczka Paulina Fryderyka Wirtemberska. Paulina była córką księcia Pawła Wirtemberskiego i jego żony Charlotty Sachsen-Hildburghausen. 
Ojcem Pawła był król Wirtembergii Fryderyk I Wirtemberski a matką jego żona księżna Augusta Karolina Welf. Z kolei jej rodzicami byli Karol Wilhelm i Augusta Charlotta Brytyjska, starsza siostra króla Anglii Jerzego III.

## Małżeństwo i dzieci
Ożenił się z księżniczką Batyldą Schaumburg-Lippe, córką Wilhelma, księcia Schaumburg-Lippe i Batyldy, księżniczki Anhalt-Dessau. Mieli trzech synów i jedną córkę:
- Josias Georg Wilhelm Adolf (ur. 13 maja 1896 - zm. 30 listopada 1967), mąż księżniczki Altburg Oldenburg
- Maximilian William Gustaw Herman (ur. 13 września 1898 - zm. 23 lutego 1981), mąż hrabiny Gustawy zu Hallermund
- Helena Batylda Szarlotta Maria Fryderyka (ur. 22 grudnia 1899 - zm. 18 lutego 1948), żona księcia Mikołaja Oldenburga
- Jerzy Wilhelm Karl Wiktor (ur. 10 marca 1902 - zm. 14 listopada 1971), mąż hrabiny Ingeborg zu Hallermund